# Péterffy Gyula
Péterffy Gyula (Marosvásárhely, 1935. július 9. – Budapest, 1980. február 10.) romániai magyar színész.

## Élete
Fiatal korában vívott, de edzője nagy bánatára, aki olimpiai bajnokot látott benne, a színészetet választotta. 1961-ben végzett a marosvásárhelyi Szentgyörgyi István Színművészeti Intézetben, majd a  Kolozsvári Állami Magyar Színházhoz szerződött, melynek haláláig tagja volt. A társulat vezető színésze lett. A kolozsvári színház 1980-as budapesti vendégszereplésén betegen játszotta el szerepét, és két nap múlva meghalt.

## Főbb szerepei
- Wurm (Schiller: Ármány és szerelem)
- Lucifer (Madách Imre: Az ember tragédiája)
- Kreón (Szophoklész: Antigoné)
- Müller (Sütő András: Egy lócsiszár virágvasárnapja)
- Hitnyomozó (Sütő András: Csillag a máglyán)
- Tit (Paul Everac: Az ötödik hattyú)
- Színész (Gorkij: Éjjeli menedékhely)
- Rădulescu (Tudor Mușatescu: Titanic keringő)
- Baradlay Kazimir (Jókai Mór: A kőszívű ember fiai)
- Ödön (Jókai Mór: A kőszívű ember fiai)
- Prométeusz (Victor Eftimiu:Prométeusz)
- Thurzó főhadnagy (Bíró Lajos: Sárga liliom)
- Polixenes (Shakespeare: Téli rege)
- Ligurio (Machiavelli: Mandragora)

## Képgaléria

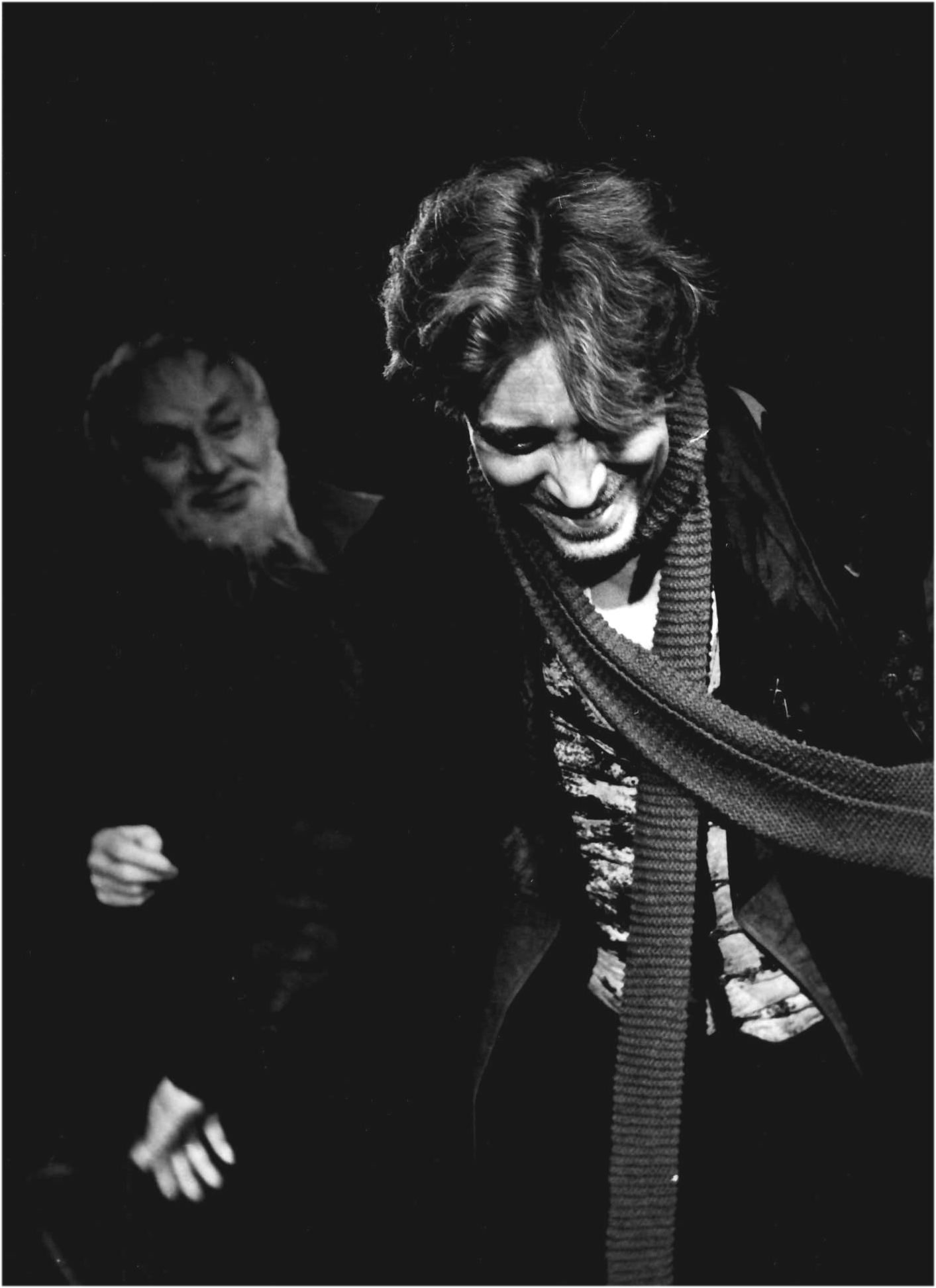
Az éjjeli menedékhelyben Senkálszky Endrével
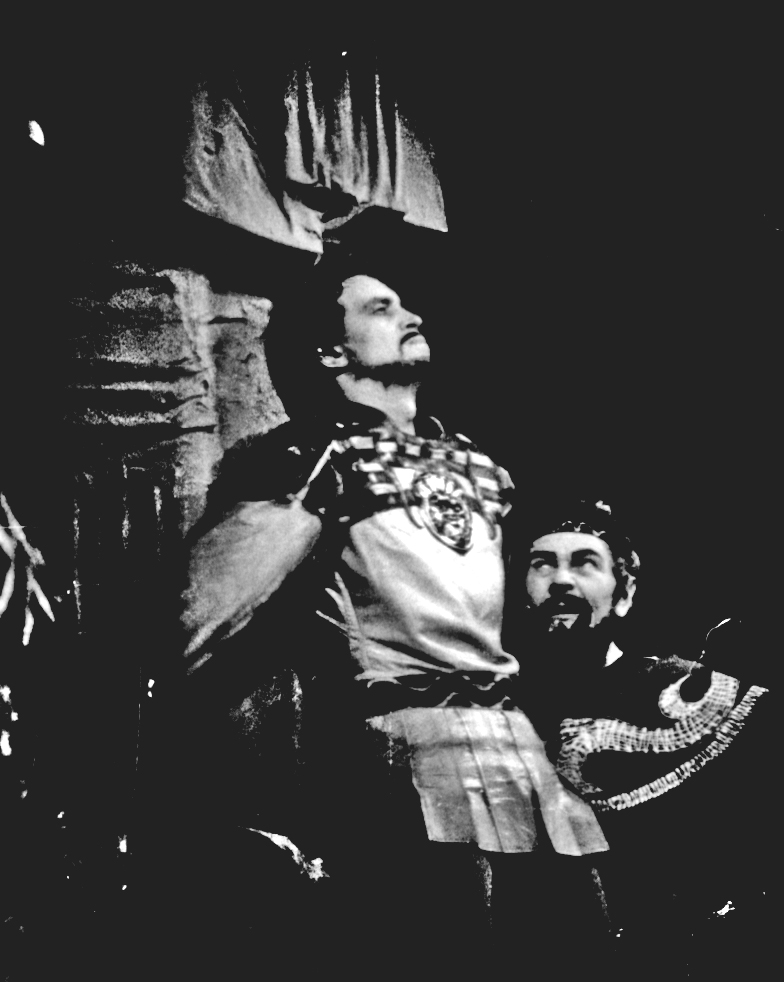
Prométeusz
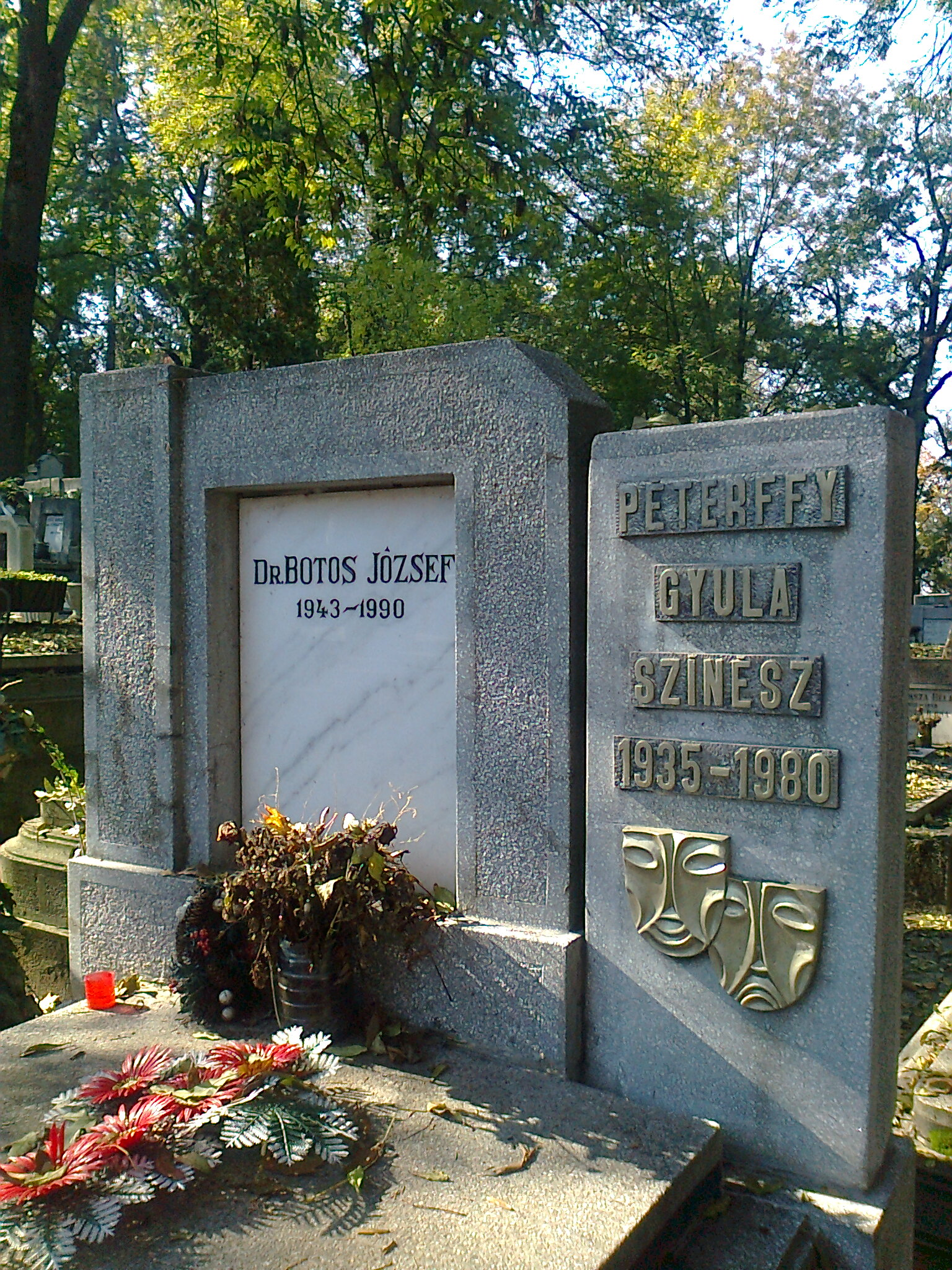
Sírja Marosvásárhelyen a református temetőben